# Canal Caribe
Canal Caribe (también conocido como Canal Cubano de Noticias) es un canal de televisión digital terrestre cubano especializado en noticias, fundado el 14 de marzo de 2017 en La Habana, Cuba. Es operado por Televisión Cubana, tiene un perfil informativo y transmite en alta definición (HD) desde las 6:30 a. m. hasta la medianoche. Es el único canal de noticias del sistema estatal Televisión Cubana.

## Antecedentes
Su creación fue un sueño de Ovidio Cabrera, director de Televisión Cubana, y especialistas que trabajaron en la fundación de TeleSur. Su inicio de transmisiones fue posible gracias a los cambios tecnológicos que llevó a cabo el Instituto Cubano de Radio y Televisión con vías a la implementación de la Televisión Digital Terrestre.
La primera transmisión fue a partir del azote del Huracán Matthew donde se hicieron transmisiones de varios días por la señal experimental en alta definición (HD). Las transmisiones experimentales continuaron con transmisiones de eventos internacionales de relevancia nacional. La muerte de Fidel Castro fue un reto para el equipo que después formaría el Canal Caribe, al aire 20 horas diarias por más de nueve días transmitiendo los funerales de Castro.

## Programación
- Revista Buenos Días
- Puntos Cardinales
- Caribe Noticias
- Enlace Nacional
- Mesa Redonda
- Noticiero Nacional de televisión (NTV)
- Somos Caribe
- Siete Días En Cuba
- Anadyr
- Contextos (Con colaboración de CGTN Español)
- El Mundo del Documental
- Resumen 24
- Marcas
- Cuadro La Caja
- Revista en Tiempo Real
- Noticiero Cultural
- Noveno Inning
- EL Tiempo En El Caribe (Con el Doctor Rubiera)